# Jean Adair

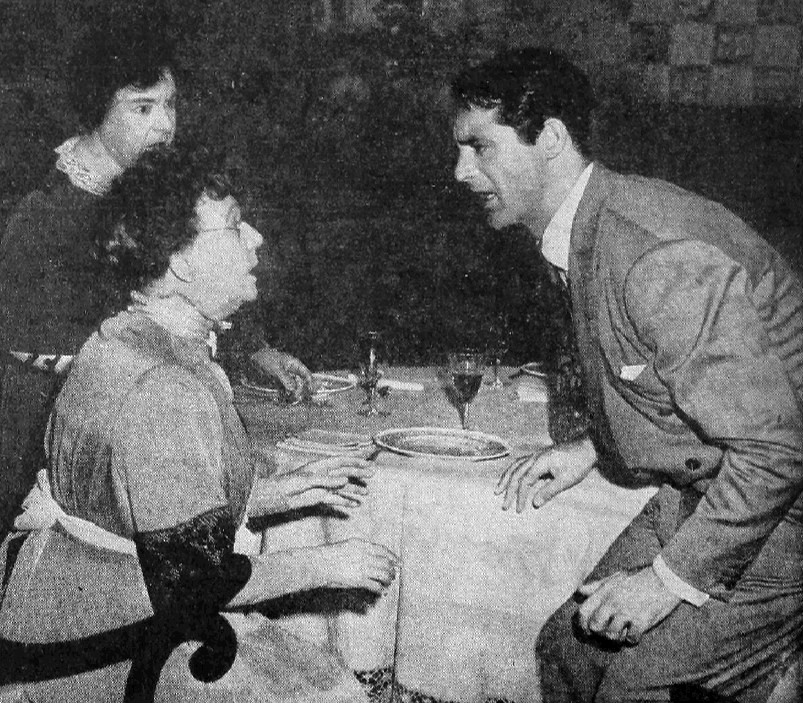
Jean Adair con Josephine Hull y Cary Grant en la película Arsénico por compasión.

Jean Adair, conocida también como Jennet Adair (Hamilton, Canadá; 13 de junio de 1873-Nueva York, Estados Unidos; 11 de mayo de 1953) fue una actriz canadiense. 

## Biografía
Nacida como Violeta McNaughton, trabajó principalmente en el teatro aunque al final de su carrera hizo varias apariciones en el cine, siendo recordada sobre todo por interpretar a una de las ancianas tías de Cary Grant, Martha Brewster, en Arsénico por compasión, un papel que se originó en su actuación en Broadway en la versión teatral de la obra. Su última actuación fue como la amada matriarca Rebecca Nurse en la producción teatral original de Las brujas de Salem. Como muchas otras actrices de teatro de su época, al inicio de su carrera participó en producciones de vodevil.
Falleció en Nueva York ( Estados Unidos), el 11 de mayo de 1953, a la edad de 79 años.

## Filmografía
- Advice to the Lovelorn (1933, sin acreditar)
- Arsénico por compasión (1944) como la tía Martha Brewster
- Living in a Big Way (1947) como Abigail Morgan
- El diablillo ya es mujer (1947)
- La ciudad desnuda (1948)

## Producciones de Broadway
- It's a Boy! (1922-?)
- The Jay Walker (1926)
- Devils (1926)
- The Good Fellow (1926)
- Machinal (1928, con un joven y aun desconocido Clark Gable)
- That Ferguson Family (1928-9)
- Scarlet Pages (1929)
- Everything's Jake (1930)
- Rock Me, Julie  (1931)
- Blessed Event (1932)
- Best Years (1932)
- Black Sheep (1932)
- The Show Off (1932-3)
- For Services Rendered (1933)
- Murder at the Vanities (1933-4)
- Broomsticks, Amen!  (1934)
- Picnic (1934-?)
- Mid-West (1936-?)
- Sun Kissed  (1937-?)
- On Borrowed Time (1938)
- Morning's at Seven  (1939-40)
- Goodbye in the Night  (1940)
- Arsénico por compasión (1941-4)
- Star-Spangled Family (1945)
- The Next Half Hour (1945)
- Detective Story (1949-50)
- Bell, Book and Candle  (1950-1)
- The Crucible (1953)